# 智恵文南入口
智恵文南入口（ちえぶんみなみいりぐち）は、北海道名寄市字智恵文にある名寄美深道路のインターチェンジである。
名寄IC方面乗り口のみ設置されているクォーターインターチェンジである。

## 歴史
- 2003年（平成15年）3月21日：開通時は「智恵文IC」の名称で供用。名寄バイパス名寄北IC - 智恵文IC間が開通[1]。
- 2006年（平成18年）11月25日：名寄IC方面の乗り口専用となり、IC名を智恵文南入口に変更。美深方面には新たな智恵文ICが設置され、智恵文南入口 - 智恵文IC間が開通[2][3]。
- 2013年（平成25年）3月30日：美深道路（美深IC - 美深北IC間）が供用開始し、道路名称を「名寄美深道路」へ変更[4]。

## 周辺
- 智恵文市街

## 接続する道路
- 直接接続
  - 国道40号

## 隣
E5 名寄美深道路
名寄北IC - 智恵文南入口 - 智恵文IC